# Équation de Schröder
L'équation de Schröder est une équation fonctionnelle à une variable, Elle porte le nom du mathématicien Ernst Schröder.

Soit une fonction h et une constante s telle que s ≠ 0 et s ≠ 1, trouver la fonction f telle que:{\displaystyle f(h(x))=sf(x)}
L'équation de Schröder est l'équation de la valeur propre de l'opérateur de composition Ch qui associe une fonction f à la fonction composée f • h. Elle joue un rôle déterminant dans le domaine des équations fonctionnelles : c'est une simple équation linéaire et ses solutions servent souvent dans la construction de solutions à des équations plus compliquées . Elle peut servir pour calculer des racines carrées fonctionnelles.

## Applications

### Linéarisation d'équations fonctionnelles
Soit une équation fonctionnelle linéaire de la forme :
{\displaystyle f(g(x))=h(x)f(x)+F(x)}
où f: I → I est inconnue, g, h, F sont connues et g(I) inclus dans I. 
Si la fonction σ est solution de l'équation de Schröder pour la fonction g et la constante s, alors le changement de variable :
{\displaystyle {\begin{cases}y=\sigma (x)\\{\bar {f}}(y)=f(x)\end{cases}}}
mène à l'équation suivante, plus simple à résoudre :
{\displaystyle {\bar {f}}(sy)={\bar {h}}(y){\bar {f}}(y)+{\bar {F}}(y)}Avec {\displaystyle {\bar {h}}(y)=h(\sigma ^{-1}(y)),\;{\bar {F}}(y)=F(\sigma ^{-1}(y))}.

### Relation avec d'autres équations fonctionnelles
L'équation de Schröder fait partie de la famille des conjugacy equations (« équations de conjugaison ») de la forme : 
{\displaystyle f(h(x))=H(f(x))}
au même titre que les équations d'Abel et de Böttcher.